# Спаситель світу (Леонардо да Вінчі)

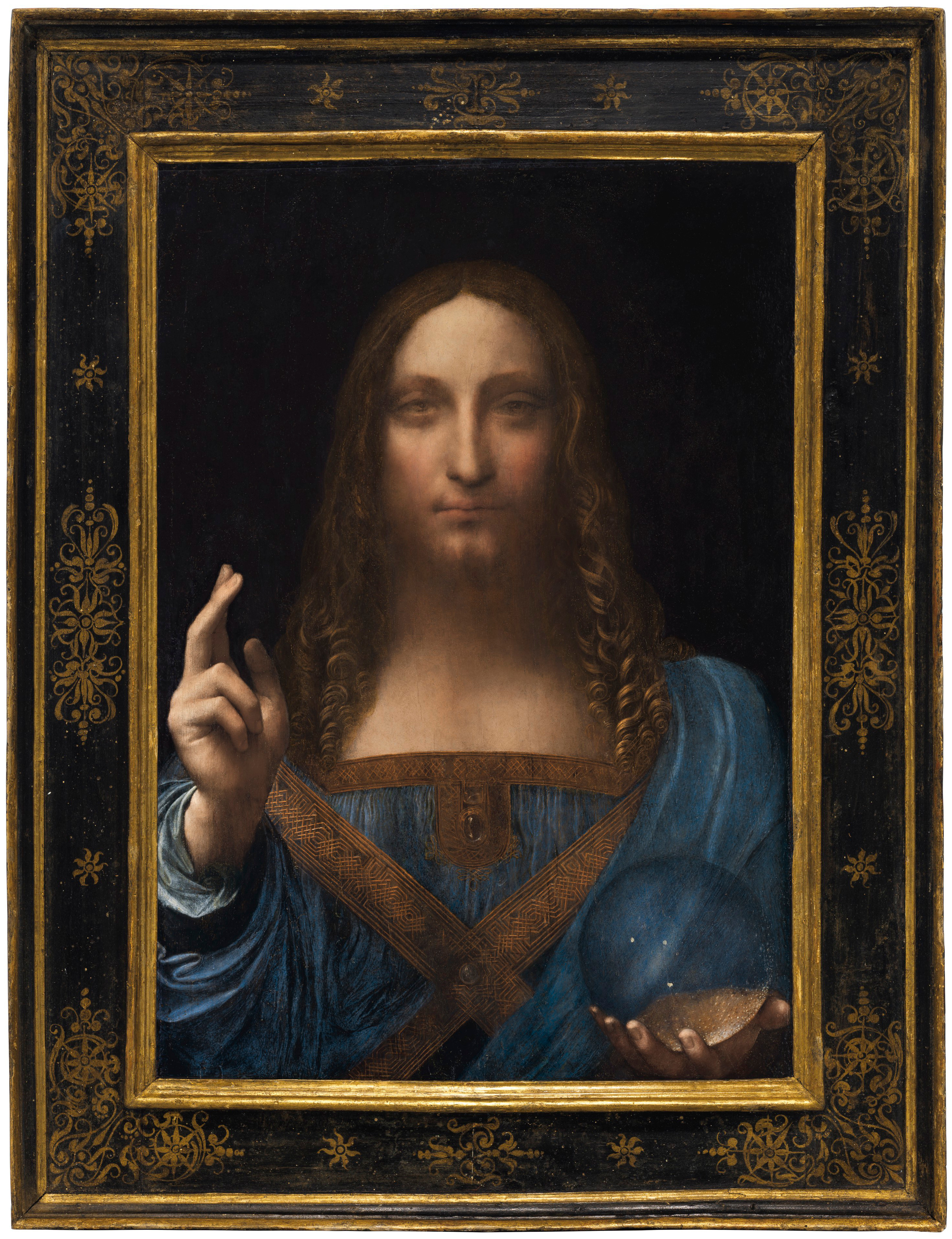

«Спаситель світу» — картина італійського художника Леонардо да Вінчі, яку довгий час вважали втраченою. Її замовником зазвичай називають короля Франції Людовіка XII. Кілька ескізів зберігаються у Віндзорському замку. Збереглося близько 20 робіт леонардесків на цей сюжет. Припускають, що одна з них і є сильно зіпсованим оригіналом Леонардо, закінченим кимось із його майстерні.

## Паризька версія
Упродовж десятиліть маркіз де Гане намагався переконати музейне співтовариство в первинності того «Спасителя», який прикрашав його маєток у Парижі. За версією де Гане, один з колишніх власників картини, барон де Ларанті, придбав її у XIX ст. з монастиря в Нанті, куди заповіла передати роботу вдова Людовика XII. 
1982 року картина взяла участь у виставці робіт майстра в його рідному місті Вінчі; цією виставкою опі́кувавався Карло Перетті, досвідчений фахівець з атрибуції леонардесків. Попри всі зусилля, маркізові не вдалося довести належність паризького «Спасителя» пензлеві Леонардо. Більшість сучасних каталогів приписують його Франческо Мельці або Марко д'Оджоно.
У 1999 році картину продали на аукціоні «Сотбі» за $332 000.

## Нью-йоркська версія
Відома також гравюра середини XVII століття [Архівовано 6 березня 2016 у Wayback Machine.], яку виконав Вацлав Голар, ймовірно, на замовлення англійської королеви Генрієтти Марії. Якщо гравюра зроблена з оригіналу Леонардо, то можна зробити висновок, що в той час картина належала Стюартам. Можливо, саме ця робота 1688 року надійшла до зібрання герцога Бекінгема. У всякому разі, в 1763 році його нащадки продали її на аукціоні як роботу Леонардо, по чому слід картини загубився.
Наприкінці 2011 року Лондонська Національна галерея оголосила про те, що на майбутній виставці робіт Леонардо, разом з його достовірними творами міланського періоду, привезеними до Лондона з усієї Європи, виставлять і «Спасителя світу» з приватної колекції в Нью-Йорку. 1900 року його придбав як роботу міланської школи один з найбагатших людей вікторіанської Англії, баронет Фредерік Кук, власник розкішного палацу Монсерат у Сінтрі. У нього вдома висіли роботи Філіппо Ліппі, фра Анджеліко, Губерта ван Ейка, Дієго Веласкеса і Рембрандта.

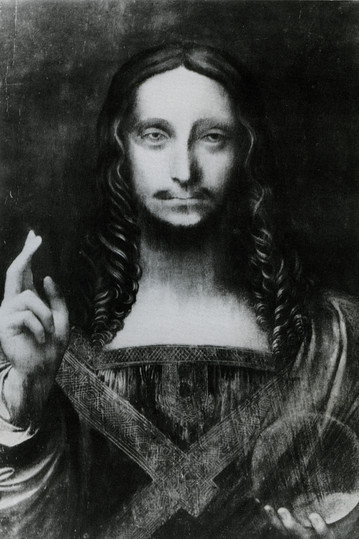
Репродукція з каталогу колекції Кука, 1913. Картина до реставрації.

«Спаситель світу» з колекції Кука був спотворений пізнішими домальовками і виправленнями: в епоху Контрреформації до безбородого і дивного жіночного обличчя Спасителя прималювали традиційні вуса і борідку. У такому вигляді атрибутувати картину було настільки важко, що 1958 року спадкоємці Кука змогли продати її на аукціоні «Сотбі» лише за 45 фунтів.
У 2004 році на неназваному аукціоні цю роботу придбав Роберт Саймон, фахівець зі старих майстрів, і група артдилерів. Потім твір було відправлено на реставрацію, в ході якої його вдалося розчистити від домальовок. Деталі реставрації не розкриваються. Після цього «Спаситель» проходив експертизу в декількох музеях Європи і США, причому лише лондонський після консультацій з найвизначнішими експертами погодився визнати авторство Леонардо. Звертають увагу на високу майстерність виконання скляної держави в долоні Христа, яка неначе світиться, повітряну легкість блакитних шат, використання сфумато, схожість малюнка з ескізами з Віндзорського замку і повну відповідність пігментів нью-йоркського «Спасителя» і лондонської «Мадонни в скелях».
Хоча Карло Перетті і оскаржує авторство цієї картини Леонардо, але ринкову вартість нью-йоркського «Спасителя» оцінювали влітку 2011 року на $200 млн. 2012 року спробу придбати картину зробив Музей мистецтв Далласа. Рік по тому за  $79 млн полотно купив російський мільярдер Дмитро Риболовлєв.
11 жовтня 2017 року оголошено, що 15 листопада того ж року картину виставлять на торгах «Крістіз» у Нью-Йорку (США). Стартова ціна лоту складала  $100 млн. 15 листопада картину продано за  $400 млн ( $450 млн з урахуванням комісії аукціону). Після продажу картина «Спаситель світу» стала найдорожчим у світовій історії твором мистецтва.
Станом на серпень 2024 року картина зберігається на митному складі в Женеві (Швейцарія).